# Infiltrát
Infiltrát (také zánětlivý infiltrát) je termín, kterým se označují buňky v ložisku zánětu. Charakter infiltrátu (respektive ze kterých typů buněk se skládá) je jedním ze základních pilířů histopatologie. Dle charakteru infiltrátu se dělí typy zánětu, infiltrát má dále zásadní význam v patologické diagnostice a popisu patologických změn. Dle buněk infiltrátu lze určit i stádium nemoci. Mezi buňky zánětlivého infiltrátu se řadí: neutrofily, eozinofily, lymfocyty, makrofágy, plasmocyty, mastocyty, obrovské mnohojaderné buňky, Langhansovy buňky. Většina buněk infiltrátu se do místa zánětu dostává vycestováním z krve, přičemž do míst zánětu jsou lákány chemotaxí pomocí cytokinů. 